# Danny Dayton
Dan Dayton (Jersey City, New Jersey, 20 november 1923 - Los Angeles, Californië, 6 februari 1999) was een Amerikaans acteur, die sinds de jaren 50 vele rollen vertolkte in film en op tv. Hij speelde onder meer Hank Pivnik in All in the Family en speelde gastrollen in M*A*S*H, The Incredible Hulk, Charlie's Angels en The Love Boat.

## Filmografie
- Zoe, Duncan, Jack & Jane televisieserie - Uncle Sy (Afl., When Zoe Met Johnny, 1999)
- Mike Hammer, Private Eye televisieserie - Rol onbekend (Afl., Halloween, 1997)
- The Nanny televisieserie - Keith Rosenstein (Afl., You Bette Your Life, 1997)
- Caroline in the City televisieserie - Leo Ladman (Afl., Caroline and the Comic, 1996)
- Sisters televisieserie - Morty Meyerhoff (Afl., The Man That Got Away, 1996)
- Friends televisieserie - Buddy Doyle (Afl., The One Where Heckles Dies, 1995)
- The Naked Truth televisieserie - Irv Goodwin (Afl., Muddy for Nothing)
- ER televisieserie - Art (Afl., Sleepless in Chicago, 1995)
- Ed Wood (1994) - Soundman
- The Dark Backward (1991) - Syd
- Life Stinks (1991) - Dirty Bum at Party
- 83 Hours 'Til Dawn (televisiefilm, 1990) - Morgan
- Father Dowling Mysteries televisieserie - Harvey Gorsky (Afl., The Visiting Priest Mystery, 1990)
- Rock 'n' Roll High School Forever (1990) - Mr. Snotgrass
- Mama's Family televisieserie - Shecky Lewis (Afl., Take My Mama, Please, 1989)
- Shannon's Deal (televisiefilm, 1989) - Pretzel (one of the Card Players)
- It's Garry Shandling's Show televisieserie - Mr. Peck (4 afl., 1 keer 1988, 3 keer 1989)
- The Facts of Life televisieserie - Mr. Avery (Afl., The Beginning of the End, 1988)
- Valerie televisieserie - Stu (Afl., Help Wanted, 1988)
- Flicks (1987) - Ogden Flood
- Alfred Hitchcock Presents televisieserie - Buzzy (Afl., A Very Happy Ending, 1986)
- You Again? televisieserie - Herb (Afl., Enid Moves In, 1986)
- Moonlighting televisieserie - Coroner (Afl., Somewhere Under the Rainbow, 1985)
- Appointment with Fear (1985) - Norman
- Automan televisieserie - Bookie (Afl., Death by Design, 1984)
- Scarecrow and Mrs. King televisieserie - Rol onbekend (Afl., Remembrance of Things Past, 1984)
- Just Our Luck televisieserie - Rol onbekend (Afl., No Holds Barred, 1983)
- Circle of Power (1983) - David Arnold
- Small & Frye televisieserie - Old Sailor (Afl., Pilot, 1983)
- The Sting II (1983) - Ring Announcer
- I Take These Men (televisiefilm, 1983) - Rabbi Silverberg
- Police Squad! televisieserie - Joey (Afl., Testimony of Evil (Dead Men Don't Laugh), 1982)
- Advice to the Lovelorn (televisiefilm, 1981) - Drape Man
- M*A*S*H televisieserie - Fast Freddie (Afl., That's Show Biz, 1981)
- CHiPs televisieserie - Kelly (Afl., Sharks, 1981)
- Loose Shoes (1980) - Bartender
- Archie Bunker's Place televisieserie - Hank Pivnik (18 afl., 1979-1980)
- The Incredible Hulk televisieserie - Skipper (Afl., Equinox, 1980)
- Barnaby Jones televisieserie - Freddy (Afl., Indoctrination in Evil, 1979)
- Love at First Bite (1979) - Billy, first bellboy
- Bud and Lou (televisiefilm, 1978) - Gene Duffy
- Wonder Woman televisieserie - Louis the Lithuanian (Afl., The Deadly Sting, 1978)
- All in the Family televisieserie - Hank Pivnik (5 afl., 2 keer 1976, 2 keer 1977, 1978)
- Eight Is Enough televisieserie - Rol onbekend (Afl., Who's on First?, 1978)
- Richie Brockelman, Private Eye televisieserie - Rol onbekend (Afl., Junk It to Me Baby, 1978)
- The Love Boat televisieserie - Walt (Afl., Computerman/Parlez-Vous/Memories of You, 1978)
- Mad Bull (televisiefilm, 1977) - Eddie Creech
- Barnaby Jones televisieserie - Sammy (Afl., Run Away to Terror, 1977)
- Kill Me If You Can (televisiefilm, 1977) - Prisoner
- Charlie's Angels televisieserie - Peanut Vendor (Afl., To Kill an Angel, 1976)
- Sanford and Son televisieserie - Timmy (Afl., The Winning Ticket, 1976)
- Columbo: Fade in to Murder (televisiefilm, 1976) - Director
- Barney Miller televisieserie - Harry (Afl., Escape Artist, 1975)
- Which Way to the Front? (1970) - Man in car
- Get Smart televisieserie - Cabbie (Afl., Valerie of the Dolls, 1969)
- Gomer Pyle, U.S.M.C. televisieserie - Clarence Quimby (Afl., Sue the Pants Off 'Em, 1967)
- The Trials of O'Brien televisieserie - Dinky Moore (Afl., Dead End on Flugel Street, 1965)
- The Nurses televisieserie - Pete (Afl., Sixteen Hours to Chicago, 1965)
- The United States Steel Hour televisieserie - Mr. Doyle (Afl., Don't Shake the Family Tree, 1963)
- The Phil Silvers Show televisieserie - Sergeant Coogan (2 afl., 1958)
- The Phil Silvers Show televisieserie - Buddy Bickford (Afl., Bilko's Television Idea, 1957)
- The Phil Silvers Show televisieserie - Mr. Foster, Con Man (Afl., The Con Men, 1956)
- Guys and Dolls (1955) - Rusty Charlie
- Medic televisieserie - Dr. Lusk (Afl., Breath of Life, 1955)
- The Turning Point (1952) - Roy Ackerman
- No Questions Asked (1951) - Harry Dycker
- The Enforcer (1951) - Digger (hood with gun who gets his face slapped) Niet op aftiteling
- At War with the Army (1950) - Supply Sgt. Miller
- Joey Fay's Frolics televisieserie - Regelmatige verschijningen (1950)

- Library of Congress Control Number: no2002044769
- Virtual International Authority File: 48895781
- WorldCat: E39PBJp64tD9X9tV6VfpC68Hmd